# NGC 1223
NGC 1223 (również PGC 11742) – galaktyka eliptyczna (cD), znajdująca się w gwiazdozbiorze Erydanu. Odkrył ją w 1886 roku Francis Leavenworth. Niektóre starsze katalogi błędnie podają, że NGC 1223 to sąsiednia galaktyka NGC 1225.